# 法蘭契斯科·波戴西提
法蘭契斯科·波戴西提（Francesco Podesti）是一位義大利畫家，活躍於浪漫主義風格。他與弗朗西斯科·哈耶茲和朱塞佩·貝佐利（Giuseppe Bezzuoli）被認為是19世紀上半葉最偉大的義大利畫家。他的作品包含歷史題材的大型油畫，也以壁畫聞名於世，包括梵蒂岡博物館伊瑪科拉塔大廳的壁畫。

## 生平
波德斯蒂出生於安科納的一個富裕家庭，父親約瑟夫是一名裁縫師。他在帕維亞開始學習。十二歲時，他的母親特蕾莎去世。三年後，他的父親去世，波戴西提陷入貧困。 
早熟的天賦為他贏得羅馬聖盧卡學院學習的津貼，由聖瑪麗亞山侯爵和安科納市資助。他在羅馬成為加斯帕雷·蘭迪（Gaspare Landi）和文森佐·卡穆奇尼（Vincenzo Camuccini）的學生。雕塑家安東尼奧·卡諾瓦擔任他的導師，並在經濟上為他提供幫助。他也因此認識了雅克·路易·大衛。
1824年，他向安科納市捐贈了兩幅《埃忒奧克勒斯》和《波呂尼刻斯》的畫作。之後他贏得在城裡創作兩幅祭壇畫的委託：為聖母領報教堂創作的《天使報喜》以及安科納大教堂的《聖勞倫斯殉難》（1825-1827年）（在第二次世界大戰期間被毀）。 
波德斯蒂為加利津王子和布雷西亞的保羅·托西伯爵製作了這幅畫的其他版本。
1826年，他遊歷義大利。在米蘭，他受委託一幅《拉斐爾繪製聖盧卡聖母像》，以拉·福爾納裡納為模特，包含本博主教和布索蘭特主教。 他也為布斯卡之家繪製了《普賽克神話》的壁畫。